# Platýsovití

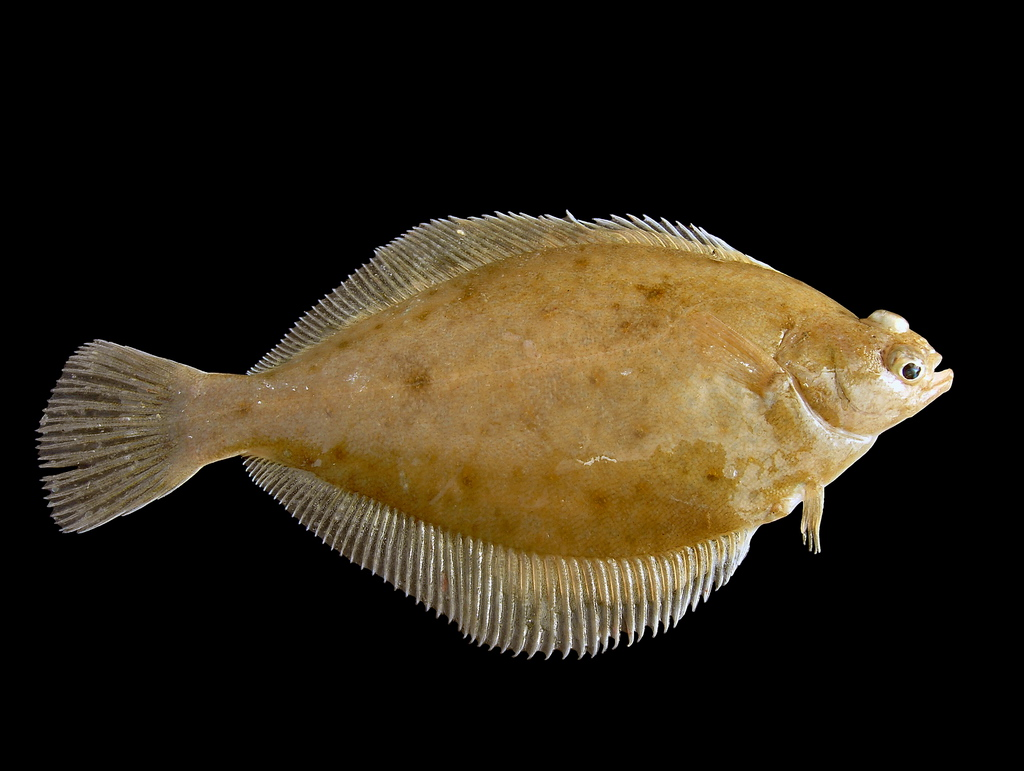
Platýs limanda (Limanda limanda)

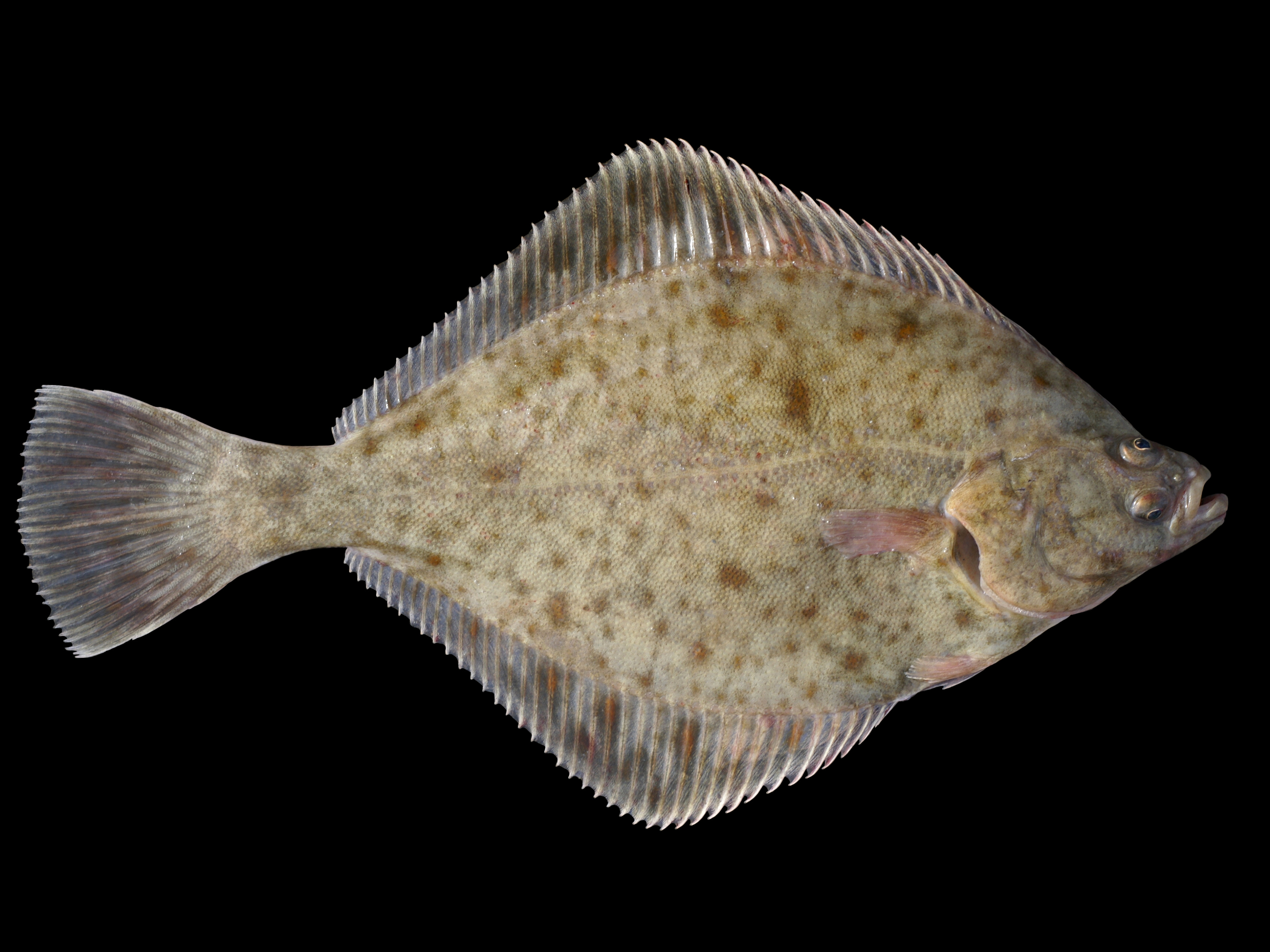
Platýs bradavičnatý (Platichthys flesus)

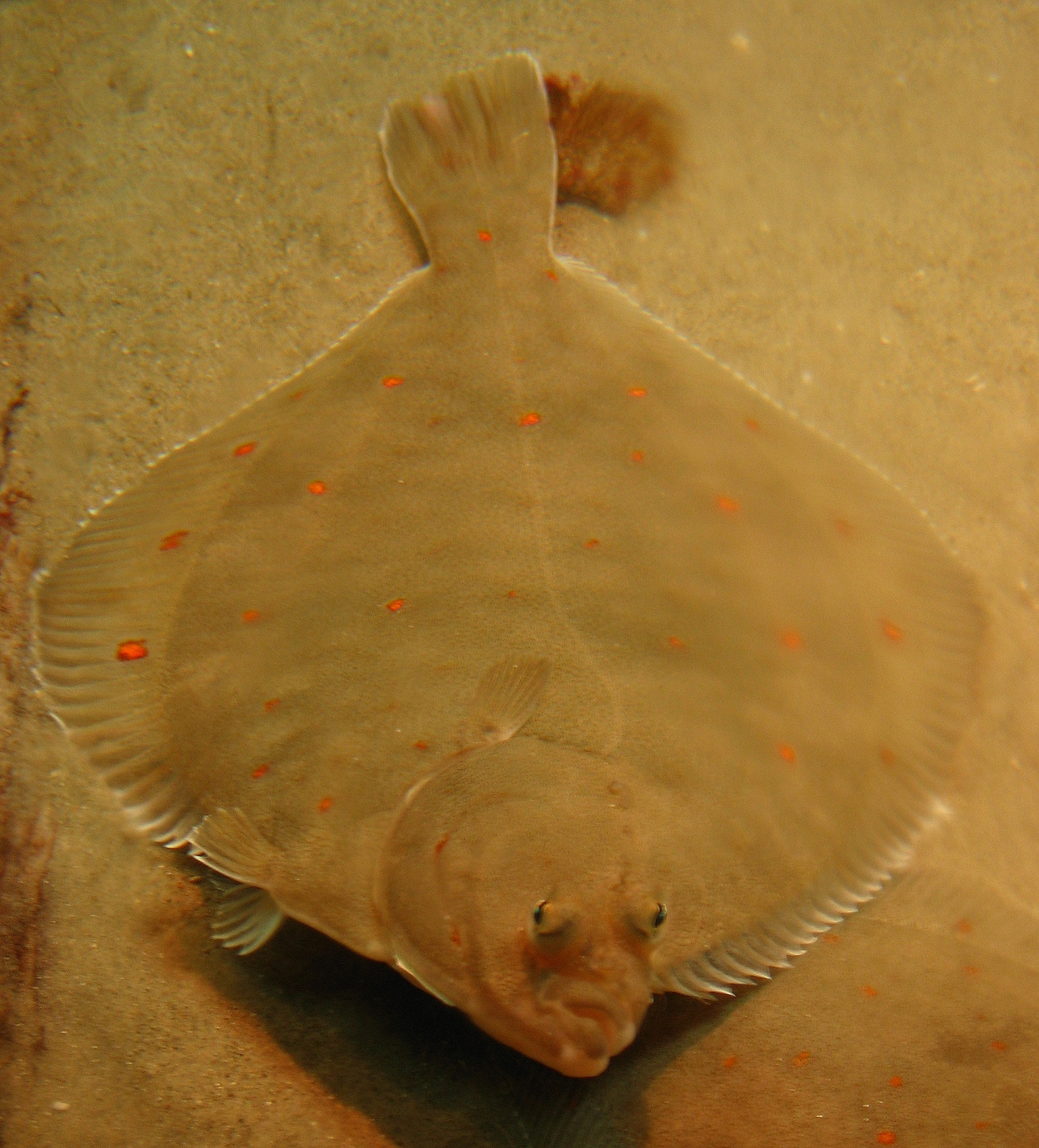
Platýs velký (Pleuronectes platessa)

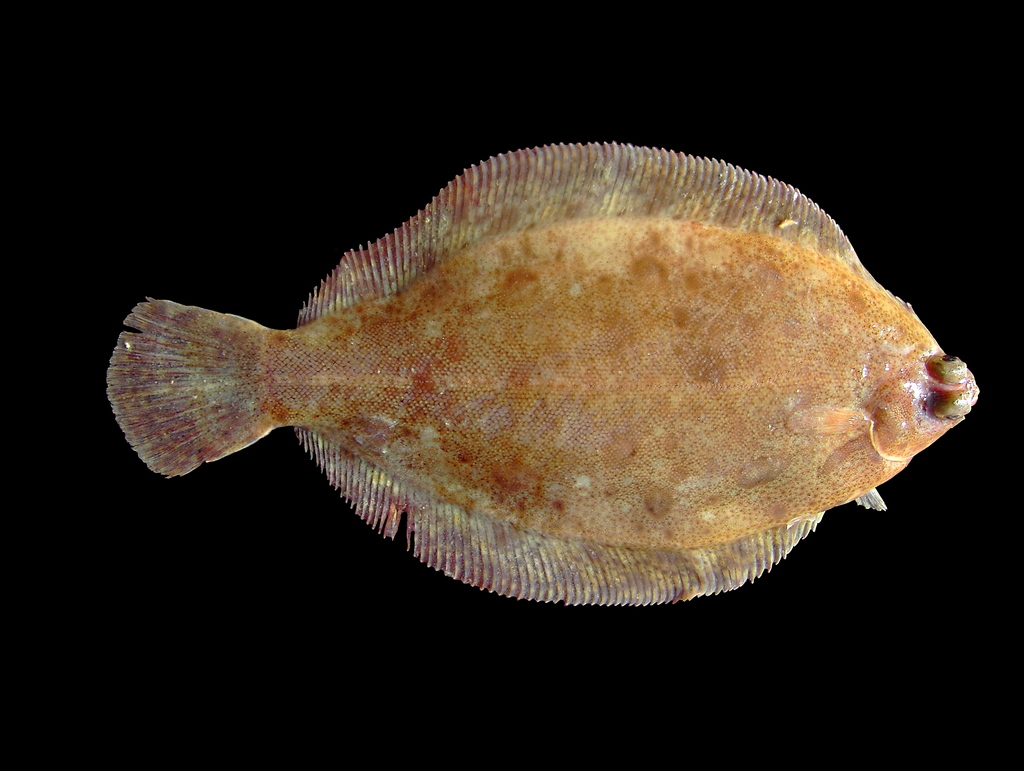
Platýs červený (Microstomus kitt)

Platýsovití (Pleuronectidae) je čeleď převážně mořských paprskoploutvých ryb, ze skupiny platýsů obývající zejména mořské dno od vod pobřežních po hloubky až 1800 m v chladných i teplých vodách. Čeleď zahrnuje 104 druhů ve 40 rodech. Živí se zejména jinými rybami a plži. Dosahují hmotností od několika gramů do desítek kilogramů a jsou hospodářsky významnou kategorií ryb.

## Stavba těla
Platýsovití se během života pohybují jednou stranou k mořskému dnu, v jejich případě vždy levou. Na druhou stranu těla se přesouvá druhé oko tedy na pravou. Nazývají se tedy též pravoocí platýsi. Mají diskovité tělo a s drobnými šupinami. Spodní, levá neboli slepá strana je obvykle bílá a svrchní pravá strana má barvu odvozenou od barvy mořského dna, do kterého se často zahrabávají.

## Systém
- čeleď platýsovití (Pleuronectidae)
  - rod Acanthopsetta
  - rod Ammotretis
  - rod Atheresthes
  - rod Azygopus
  - rod Cleisthenes
  - rod Clidoderma
  - rod Colistium
  - rod Dexistes
  - rod Embassichthys
  - rod Eopsetta
  - rod Glyptocephalus
  - rod Hippoglossoides
  - rod Hippoglossus
    - platýs obecný (Hippoglossus hippoglossus) – halibut

  - rod Hypsopsetta
  - rod Isopsetta
  - rod Kareius
  - rod Lepidopsetta
  - rod Limanda
    - platýs limanda (Limanda limanda) – falešný mořský jazyk, citrónový jazyk

  - rod Liopsetta
  - rod Lyopsetta
  - rod Marleyella
  - rod Microstomus
  - rod Nematops
  - rod Oncopterus
  - rod Paralichthodes
  - rod Parophrys
  - rod Pelotretis
  - rod Peltorhamphus
  - rod Platichthys
    - platýs bradavičnatý (Platichthys flesus) – flundra obecná

  - rod Pleuronectes
    - platýs velký (Pleuronectes platessa)

  - rod Pleuronichthys
  - rod Poecilopsetta
  - rod Psammodiscus
  - rod Psettichthys
  - rod Pseudopleuronectes
  - rod Reinhardtius
  - rod Rhombosolea
  - rod Tanakius
  - rod Taratretis
  - rod Verasper

## Výskyt
Vyskytují se v teplých i chladných mořích.